# The Tracey Ullman Show
The Tracey Ullman Show var et komedie-program der blev vist på amerikansk tv fra 1987-1990. Det blev instrueret af Ted Bessell og Art Wolff.
Serien bestod hovedsageligt af spillefilmsindslag og hvert afsnit indeholdt en blanding af løst sammensatte sketches.

## Simpsonskortfilmene
I dag er serien dog mest kendt for at have været det program i hvilket den animerede Simpsons-familie for første gang dukkede op. Totalt produceredes 48 afsnit på cirka et minut hver, med Homer, Marge, Bart, Lisa og Maggie Simpson.
I Simpsons-indslaget medvirkede Castellaneta (Homer) og Kavner (Marge) sammen med Nancy Cartwright (Bart) og Yeardley Smith (Lisa), samme gruppe som stadig lægger stemmer til Simpsons-familien.

## Medvirkende
- Tracey Ullman
- Sam McMurray
- Anna Levine
- Dan Castellaneta
- Julie Kavner